# Aly Abdel Aziz
Aly Abdel Aziz (* 1. Oktober 1947 in Alexandria) ist ein ehemaliger ägyptischer Squashspieler.

## Karriere
Aly Abdel Aziz war in den 1970er- und 1980er-Jahren als Squashspieler aktiv. Im Januar 1978 erreichte er mit Rang zwölf seine höchste Platzierung in der Weltrangliste. 1975 wurde er Profi. Mit der ägyptischen Nationalmannschaft nahm er 1981 an der Weltmeisterschaft teil. Zwischen 1976 und 1983 stand er sechsmal im Hauptfeld der Weltmeisterschaft im Einzel. 1981 erreichte er mit dem Viertelfinale, in dem er gegen Hiddy Jahan in vier Sätzen verlor, sein bestes Resultat.